# Academia.edu
Academia.edu je sociální síť speciálně vytvořená pro vědeckou komunitu. Umožňuje nahrávat a sdílet odborné práce, sledovat jejich dosah a sledovat výzkum v daném oboru. Byla založena v září 2008. V září 2016 měla 41 milionů uživatelů a 15 milionů sdílených prací.

## Historie
Academia.edu založil Richard Price.
Ve svých dokumentech pro Komisi pro cenné papíry a burzy používá společnost právní název Academia Inc.
Několik měsíců po akvizici konkurenční společnosti Mendeley společnost Elsevier zaslala společnosti Academia.edu tisíce oznámení o odebrání dat; podle zakladatele a šéfa Academia.edu Richarda Price tato praxe od té doby ustala na základě rozsáhlých stížností akademiků.

## Konkurenti
Mezi konkurenty Academia.edu patří ResearchGate, Google Scholar a Mendeley. V roce 2016 měla Academia.edu ve srovnání s ResearchGate údajně více registrovaných uživatelů (asi 34 milionů oproti 11 milionům) a vyšší návštěvnost webu, ale ResearchGate byl podstatně větší z hlediska aktivního využívání výzkumnými pracovníky. V roce 2020 se pořadí návštěvnosti obrátilo, ResearchGate se v celosvětovém žebříčku Alexa umístil na 150. až 200. místě, Academia.edu na 200. až 300. místě.
Unpaywall, který shromažďuje údaje o otevřených verzích akademických publikací a poskytuje k nim snadný přístup, je považován za konkurenta Academia.edu pro uživatele, kteří dávají přednost právně nezávadnějším ekologickým hostingům s otevřeným přístupem.